# Васил Бойчев
Васил Бойчев Рашков, известен и като Доктор Соколски, е български лекар, аптекар и участник в националноосвободителното движение.
Роден е в село Жеравна и е прекарал детските си години като овчарче в Добруджа. По-после слугува в Кюстенджа, а през 1864 – 1868 година е вече хайдутин в Коджа Балкан и родния си край. Заловен е и затворен в Варненската тъмница, но е освободен след около година и половина и се завръща у дома. Не след дълго време заминава за Сливен и се главява за слуга у д-р Венко Гръмников. Тук изглежда взима решение за професионална кариера в медицинските науки и отива в Медицинската школа в Букурещ. Там установява контакт с революционната емиграция. След получаването на образование се завръща през 1873 г. в Жеравна, а през 1874 г. отива отново при учителя си д-р Гръмников. Така той продължава медицинската си практика от 1872 г., когато е лекар и аптекар в Жеравна. След 1874 г. той работи в Пазарджик и Перущица.
Доктор Соколски, след смъртта на учителя си, заживява в Перущица, където веднага се включва в дейността на революционния комитет. Като един от най-запалените в задругата е избран за помощник на Петър Бонев. След това представлява Перущица в Народното събрание в Оборище и е член на комисията за изработване на плановете за бъдещото въстание. По време на Априлското въстание е лекар в Хвърковатата чета на Георги Бенковски. Заловен е в Етрополския Балкан и осъден на смърт от Пловдивския съд и на 3 август 1876 г. Обесен в Пловдив.
За Васил Бойчев изразяват възхищение автори като Константин Величков и Захарий Стоянов.